# Võ Nguyên Giáp
General Võ Nguyên Giáp (født 25. august 1911, død 4. oktober 2013) var en vietnamesisk general og statsmand. Han kæmpede i den Første indokinesiske krig og Vietnamkrigen. De vigtigste slag han udkæmpede var Lang Song (1950), Hoa Binh (1951-1952), Slaget ved Dien Bien Phu (1954), Tet offensiven (1968) og Nguyen Hue offensiven (1972).
Giáp var både journalist og indenrigsminister under Ho Chi Minhs Viet Minh-regering. Han var også øverstkommanderende for Viet Minh, for den nordvietnamesiske hær og som forsvarsminister. Giap var også medlem af det nordvietnamesiske politbureau.
Võ Nguyên Giáp betragtes i dag som en af de store militære strateger i det 20. århundrede. Kun overgået af Ho Chi Minh kom han til at stå som symbol på kampen for uafhængighed fra fransk kolonialisme og amerikansk imperialisme. Han erhvervede dette ry i Slaget ved Dien Bien Phu i 1954, da vietnamesiske styrker besejrede franskmændene. Dermed endte fransk kolonimagt i Vietnam. Under Vietnamkrigen mod USA viste han igen flere gange sine evner som militærstrateg.

## Baggrund
Võ Nguyên Giáp blev født i 1911 Quang Binh, en af de fattigste provinser i det centrale Vietnam. Han gik på et førende fransk lycée (gymnasium) i Hue sammen med Ho Chi Minh. Her blev han betragtet som en strålende elev. Som mange andre teenagere blev han involveret i antikolonialistisk politik. Han blev udvist fra gymnasiet og sad kort tid i fængsel, hvorefter han tog til Hanoi for at studerede lov og politisk økonomi. Han etablerede kontakt med anti-kolonialistiske og venstreorienterede intelligentsiaer og skrev artikler om byrden af fransk beskatning, bøndernes situation og behovet for større læsefærdighed. Han lærte fransk historie på et privat gymnasium, hvor han blev kendt som "Den Røde Napoleon". Selv de, der blev hans politiske modstandere, sagde, at han var inspirerende.

## Karriere i militæret
Võ Nguyên Giáp var øverstkommanderende for Vietnams Folkehær, som var i kamp mod Sydvietnam og dets allierede, USA, Australien, Thailand, Sydkorea og Filippinerne under Vietnamkrigen. Under ham voksede folkehæren fra at være en lille selvforsvarsgruppe til at være en stor konventionel hær udstyret med betydelige mængder af sofistikeret våben af de kommunistiske allierede, skønt våbnene normalt ikke matchede amerikanernes. Giáp har ofte været nævnt som den, der planlagde Tet-offensiven i 1968, men troværdige kilder tyder på, at han var imod planen.